# 鄧駿銘
鄧駿銘（英語：Jonathan Hayden Tang，1991年2月19日—），香港著名舞蹈員、編舞家。師承法國高跟鞋舞蹈大師Yanis Marshall及美國天后Beyoncé御用編舞Sheryl Murakami，曾獲邀到世界各地如日本、英國、新加坡、泰國、台灣、澳洲、中國等國家授課。合作藝人包括鄭秀文、鄧紫棋、陳偉霆、吳雨霏、Twins、陳小春、張敬軒、關心妍、陳凱詠等等。曾為多個香港著名電視節目如《全民造星》《肥美人》《萬千星輝賀台慶》《勁歌金曲》等作舞蹈編排，2025年帶領香港舞團Hotstuff奪得國際著名舞蹈比賽World of Dance香港代表隊資格。

## 簡歷
鄧駿銘自小受父母熏陶鍾情美式R&B和鄉村音樂。當YouTube興起時，他會觀看外國歌手的MV和現場表演。在14歲時因一次學校活動開始接觸舞蹈，學校邀請一位排舞師到校授課，鄧駿銘覺得好玩於是與幾位同學到排舞師的教室學習跳舞。
鄧駿銘在高中17歲時入行成為舞蹈員，他參加了一所跳舞工作室的訓練。不久後，他參與了英皇娛樂的賀年MV拍攝。之後，他拍攝了張學友的MV，又成為衛詩的專屬舞蹈員之一。高中畢業後報讀香港浸會大學電影副學士課程。鄧駿銘慢慢認定跳舞是自己的人生方向，一面兼顧舞蹈員工作一面完成副學士課程。畢業後他認為自己缺乏舞蹈方面的歷練，希望可以繼續學習，與家人詳談後決定放一個空檔年到洛杉磯學習跳舞。
鄧駿銘在洛杉磯認識了碧昂絲的排舞老師Sheryl Murakami。一次下課後，老師和鄧駿銘説可以向他介紹工作，其後他們在Facebook保持聯絡。一段時間後，鄧駿銘成為了她的助教並結識到許多荷里活舞蹈圈行內人物，同時鄧駿銘也慢慢學習轉職為排舞師。由於打進國外舞蹈圈，鄧駿銘在香港也開始為人認識。他此時遇上了吳雨霏，她讓鄧駿銘為她排舞。鄧駿銘後來又為張敬軒、Twins等排舞。
2016年鄧駿銘毅然放下香港事業決定回到英國倫敦深造藝術。
回到英國倫敦後，鄧駿銘在藝術學院修讀電影及美術指導，曾在拍攝《特務007》和《哈利波特》系列的松林製片廠實習。又經常到歐洲各地觀賞藝術演出汲取靈感。同時他打入倫敦商業舞蹈的圈子協助《英國版X音素》等節目。
2018年跟從法國高跟鞋大師Yanis Marshall進行亞洲巡迴並擔任其助教之一。
2019年回到香港後，鄧駿銘在香港大學攻讀電影碩士課程，同時在不同舞蹈教室授課，2019冠狀病毒病爆發後，鄧駿銘自己租了一個工作室。本來只用作私人教室，但學生人數增加於是慢慢將工作室變成舞蹈學校Training Ground Hong Kong。鄧駿銘為培訓及保障旗下舞蹈員又建立了舞團Hotstuff Dance Company。另外由於是高跟鞋舞排舞師鄧駿銘於2020年開發了高跟鞋品牌Made For Dancers。

## 外部連結
- 鄧駿銘的Facebook專頁
- 鄧駿銘的Instagram帳戶